# Атна (народ)
Атна (атсна; атнахтани, мідновські/мідновці; рос. медновские/медновцы) — корінні жителі Аляски басейну Мідної річки з атапаської етнолінгвістичної групи. Число представників народу — близько 500 осіб, з яких 80 знають рідну мову.
На заході атна межували з денайна, на сході і півночі — з атапасками набесна (верховими танана), на півдні — індіанцями еякі, на південному заході по берегах і островах затоки Принца Вільгельма жили ескімоси чугачі. Є свідчення дружніх відносин атна з двома групами чугачів — тхалхінськими і татитлянськими, тобто з трхатларміутами і татитларміутами за класифікацією К. Біркет-Сміта. Часом атна контактували з тлінкітами, а також з атапасками тутчен, ген, денайна.

## Етноніми
«Атна» перекладається як «люди льоду»; назва Мідної річки — «Атна туу» (туу — вода), тобто «ріка народу атна». Народ атна також іноді називали «Жовтий ніж» (англ. Yellowknive) через використання ними мідних ножів. Існувало також однойменне плем'я єлловнайф, яке не належало до атна.
Російські поселенці стосовно низових атна використовували етнонім «міднівці» через багаті родовища міді по берегах річки та її приток; верхові атна, відрізнялися особливим діалектом, позначалися «колчани» (тобто гості), «міднівські колчани» (тобто чужі люди) або «ближні колчани». Колчанами (гольцанами) росіяни називали й інших атапасків (насамперед денайна), іноді уточнюючи, що це «другі» або «далекі колчани».
У свою чергу атна називали росіян «кетчетняї», від «кетчи» — «залізо», металу, з яким атна познайомилися з приходом росіян.

## Мова
Залежно від місця проживання вздовж Мідної річки розрізняються діалекти мови атна:
- Низовий атна (Ahtna'ht'aene) в гирлі річки біля затоки Аляска.
- Середній атна (Dan'ehwt'aene) в середині течії річки;
- Верховий атна (Tate'ahwt'aene) вгору по річці.
- Західний атна (Tsaay Hwt'aene) — вимер[8].

Рік ділили на 15 місяців (10 — зимових та осінніх, 5 — весняних і літніх) і називали по черзі: перший, другий і так далі.
Із сусіднім на заході народом танаїна (денайна) (рос. кенайцы) атна були близькі за мовою і підтримували тісні зв'язки. 80 представників народу атна розмовляють рідною мовою З метою збереження мови 1990 року Джеймс Карі випустив словник мови атна. Кілька років потому народ атна самостійно випустив словник іменників своєї мови (The Ahtna Noun Pronunciation Dictionary of Guide: Ahtna Heritage Foundation/Ahtna, Inc., 1998, перевид. 2011).
Американський лінгвіст Майкл Краусс зазначає, що в мові сучасних атна близько 50 слів російського походження.

## Історія

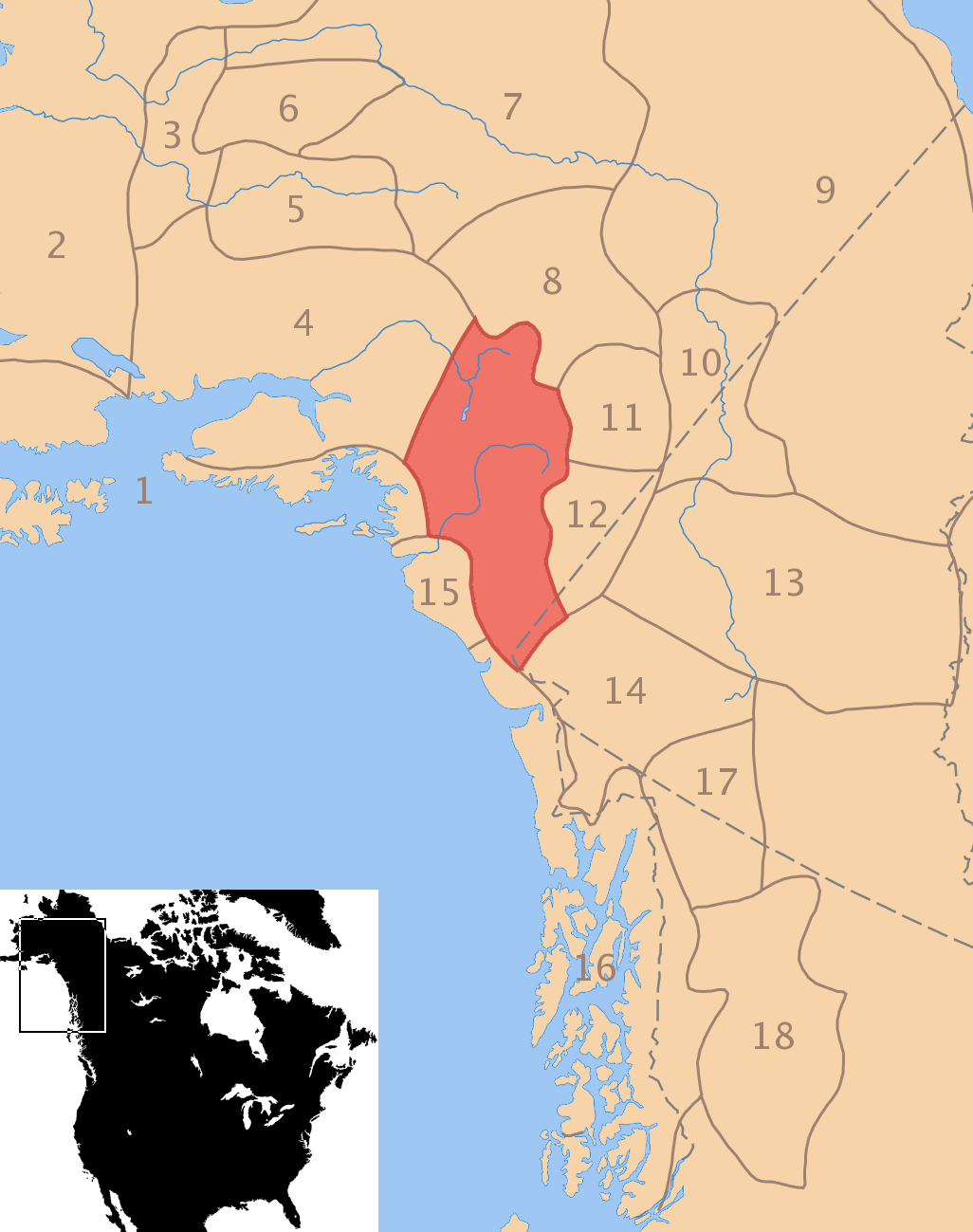
Поширення атна до приходу європейців.

Близько 2 тисяч років тому атна прийшли в передгір'я гір Врангеля і долину річки Читина (англ. Chitina Valley).
1781 року російські дослідники досягли гирла Мідної річки. Перша згадка про індіанців атна в російських джерелах з'явилася 1783 року в «Журналі» штурмана Потапа Кузьмича Зайкова, який побував з трьома суднами в районі затоки Принца Вільгельма. Ці відомості Зайков отримав від ескімосів чугачів, які називали їх іулітами. Прагнучи освоїти нові промислові угіддя, росіяни просувалися далі на схід. 1784 року на Кадьяці заснував поселення Григорій Іванович Шеліхов, 1786 року його основний конкурент якутський купець Павло Сергійович Лебедєв-Ласточкін на узбережжі Кенайського півострова заклав поселення — Миколаївський редут, а 1793 року на острові Хінчинбрук (Нучек) у затоці Принца Вільгельма — Костянтинівський редут, який служив надалі головною базою проникнення росіян у район Мідної річки.

### Барановський період

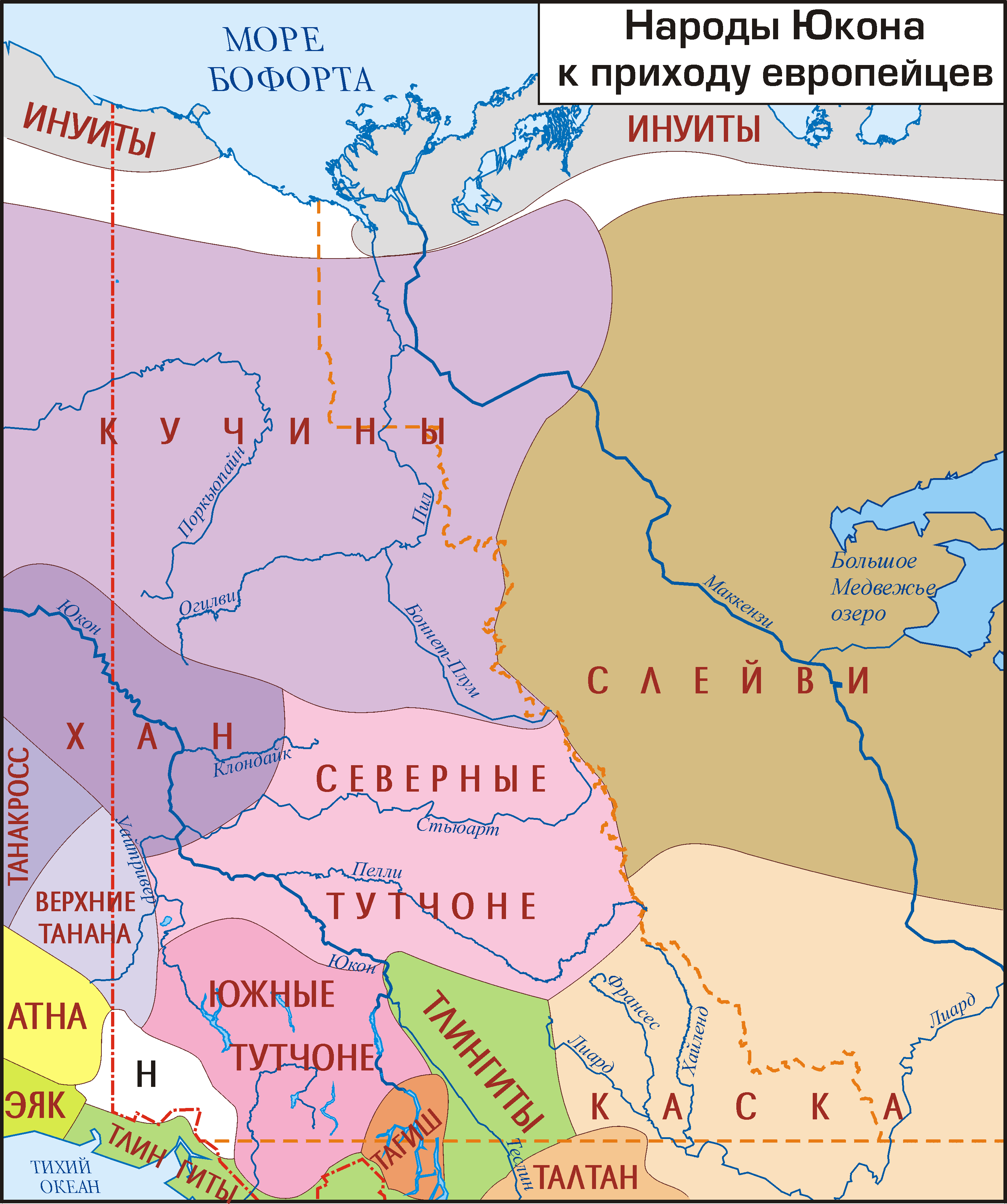
Народи Юкона до приходу європейців, бл. XIX століття

Головний правитель шеліховської компанії в Америці Олександр Андрійович Баранов 1796 року послав офіцера корпусу гірських інженерів Д. Тарханова по Мідній річці в експедицію, щоб відшукати у верхів'ях річки шлях у Гудзонову затоку, попутно знайти родовища міді і налагодити контакт з місцевими жителями. Ледь не загинувши від голоду і поневірянь, Тарханов виконав місію частково — у нього склалися добрі стосунки з індіанцями атна. З їхньою допомогою в середині травня 1797 року він спустився байдарою за течією до гирла Мідної річки, а звідти дістався до Кадьяка. Очевидно, він був першим з європейців, що побували в нижній, а можливо, і в середній течії річки і дав короткий етнографічний опис жителів цього району.
Баранов у листі від 1 вересня 1797 року до начальника Костянтинівського редуту Івана Олександровича Кускова наказав провести перепис мідновців, взяти у них надійних аманатів, вивідати місця покладів самородної міді і підселити до них 2-3 промисловців. Переговори з вождями мідновців пройшли успішно, і восени 1798 року на Мідну річку вирушили переписувачі.
Побоюючись підриву своєї монополії на мідь і погіршення позицій посередницької торгівлі між узбережжям і внутрішніми районами материка, а також невдоволення вимогами росіян видати бранців, вожді атна спробували вбити керівника експедиції Костянтина Галактіонова, щоб потім за підтримки еяків знищити Костянтинівський редут. Важко поранений Галактіонов дістався до Костянтинівської фортеці та попередив про небезпеку. Загострення відносин з мідновцями могло підірвати хутрову торгівлю в цьому районі, тому Кусков після довгих перемовин уклав з вождями мир.
У 1801 році через розбрат між змовниками племен денайна і атна штурму Костянтинівської фортеці вдалося уникнути. Навесні 1806 і в 1807 роках спільно з чугачами вони знову погрожували знищити редут.
Хоча від 1805 року експедиції на Мідну річку припинилися, регулярні контакти між росіянами та атна в той період не переривалися. Індіанці щорічно влітку спускалися на байдарах по річці з вантажем хутра, дублених лосиних шкур та самородної міді, отримуючи за це в Костянтинівському редуті європейські товари. У 1810-х роках, а, можливо, й раніше мідновці починають спускатися вниз по Сусітні (Сушитні) для торгівлі з росіянами в Миколаївському редуті.

### Період 1818—1867 років
1819 року під час дослідницької експедиції креола А. І. Климовського в середній течії Мідної поблизу гирла річки Читини засновано Мідновську одиночку для торгівлі з тубільцями. В торговельну орбіту факторії увійшли як низові, так і верхові атна.
Атна в 1819 році знищили російську стоянку на злитті річок Мідної і Читини.

За даними Петра Петровича Дорошина, до 1850 року атна обмінювали за рік 60-100 шкур рисі, 400—600 шкур куниці і до 10 шкур лисиць, за які вони придбавали товарів на 2000—2500 рублів асигнаціями. Іноді атна вступали на короткочасну службу в РАК, отримуючи за літо платню товарами до 30 рублів асигнаціями і безкоштовну їжу від компанії. Зазвичай вони наймалися веслярами на байдару, яка служила для сполучення між Костянтинівським редутом і Міднівською одиночкою. За хутра індіанці отримували переважно тютюн і бісер, а також металеві казанки, сокири, бавовняні тканини тощо.
Величезним багатством вважають вони бісер. Найзаможніші збирають його скільки можуть, закопують у землю і передають, як скарб, спадкоємцям, які намагаються примножити його.Оригінальний текст (рос.)
Величайшим богатством почитают они бисер. Зажиточнейшие собирают его сколько могут, закапывают в землю и передают, как сокровище, наследникам, которые стараются умножить его.— Ф. П. Врангель
Східні сусіди атна разом з тлінкітами продавали англійські товари з факторій Компанії Гудзонової затоки. У 1830-х роках міднівці вже мали англійські рушниці і навіть продавали їх денайна.
Прагнучи запобігти торговельній експансії англійців і краще вивчити природні ресурси глибинних районів Аляски, головний правитель Російської Америки у 1840—1845 роках Адольф Карлович Етолін відправив низку дослідних партій. Активне сприяння експедиції А. В. Климовського надали два вожді міднівських колчан (верхових атна) — Ките-Жильта і Чаїтільтуш, а також один з вождів денайна — Василь Кистахін, яких у лютому 1842 року Етолін нагородив срібними медалями «Союзні Росії».
Міднівська одиночка припинила існування взимку 1849/50 року, після того як індіанці, що голодували, розграбували збережувані там запаси продовольства, і російський прикажчик разом з родиною був змушений вирушити в Костянтинівський редут. Евакуація Міднівської одиначки ускладнила і без того не інтенсивну торгівлю між росіянами і атна, яка не переривалася до продажу Аляски 1867 року. Основна торгівля йшла в Костянтинівському і Миколаївському редутах, а також за допомогою торгових партій, які посилали спеціально для товарообміну з Костянтинівського редуту в район колишньої Міднівської одиночки. Деякі лояльні міднівці одержували від росіян товари в борг для скупки хутра в сусідніх атапаських племен.
Основою взаємин росіян і атна залишалася насамперед взаємовигідна торгівля, що давала одним цінне хутро, а іншим європейські вироби та товари. Хоча в цілому господарство атна внаслідок впливу росіян не зазнало радикальних змін, більшу роль стали грати хутрове полювання і товарообмін.

### У складі США
Згідно з постановою 1971 року атна заснували своє відомство, що керує 289 га з 8 селами.

## Культура

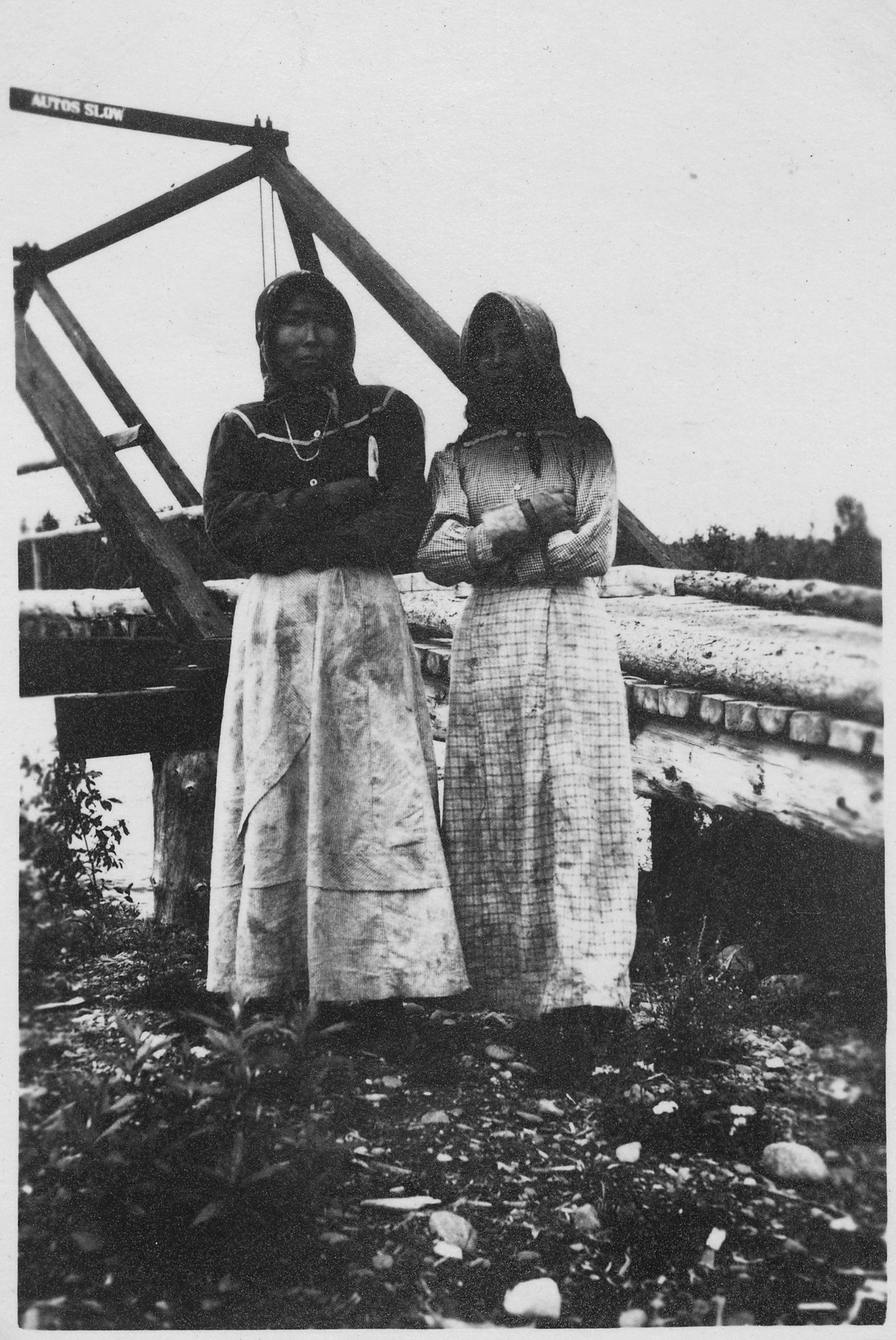
Жінки атна

За культурою і способом життя вони були типовим племенем північних атапаски, господарство яких базувалося на полюванні, рибальстві та збиральництві. Основою життєзабезпечення етносу було сезонне полювання на оленя-карибу. Крім оленів, атна добували також лосів, ведмедів, гірських баранів, зайців та інших тварин. Ф. П. Врангель писав:
Головним заняттям міднівських є полювання на диких оленів… На вдалому промислі оленів засноване саме існування народу: олень постачає йому одяг і їжу; риба (лосось під час нересту) не доходить до проживання міднівських в такій кількості, щоб вони могли запасати її на цілу зиму.Оригінальний текст (рос.)
Главное занятие медновских составляет охота за дикими оленями… На удачном промысле оленей основано самое существование народа: олень доставляет ему одежду и пищу; рыба (лосось во время нереста) не доходит до жительства медновских в таком изобилии, чтобы они могли запасать её на целую зиму
Забезпечення себе їжею не завжди проходило вдало. Взимку 1828 року, за даними Ф. П. Врангеля, через невдале осіннє полювання більш як 100 атна стали жертвами голодної смерті.Хоча традиційне господарство атна складалося цілком з привласнювальних галузей, майнове і соціальне розшарування завдяки торгівлі міддю із сусідніми племенами зайшло вже досить далеко: багаті вожді мали в своєму розпорядженні рабів калгів.
Різні покоління кольчан ворогують між собою; далеких описують дуже лютими і кажуть, що вони вживають людське м'ясо для тамування голоду за нестатків.Оригінальний текст (рос.)
Разные поколения кольчан враждуют между собою; дальних описывают весьма свирепыми и сказывают, что они употребляют человеческое мясо для утоления голода при недостатках

### Релігія
Атна приписують створення землі і людини Ворону, який викрадав стихії одну за іншою.
Трупи спалюють, прах загортають у чисті ровдуги (вироблені оленячі шкіри) і зберігають у скриньках на стовпі, чи на дереві. Поминки померлих родичів справляють щорічно.
Через контакти з росіянами атна запозичили деякі релігійні уявлення і християнську атрибутику. Під впливом росіян небіжчика поминали не тридцять, як перш, а сорок днів; ховали померлих у трунах, оточували могилу огорожею і ставили над нею православний хрест; низові атна запозичили російські християнські імена, отримані під час хрещення. 1885 року експедицію лейтенанта Г. Т. Аллена супроводжував вождь Ніколай і індіанець Вані, тобто «Ваня».